# Relations entre le Honduras et l'Union européenne
Les relations entre le Honduras et l’Union européenne reposent sur le dialogue de San José de 1984 ainsi que l'accord de coopération de 1993.

## Sources

## Compléments